# 13275 Kathgoetz
13275 Kathgoetz este o planetă minoră (asteroid), cu un diametru de 5,002 km, din centura de asteroizi. A fost descoperită pe 17 august 1998 la Magdalena Ridge Observatory⁠(d) de Lincoln Near-Earth Asteroid Research. 
Obiectul prezintă o orbită caracterizată de o semiaxă mare de 2,5526241 UAi, o excentricitate de 0,2, o înclinație de 7,67534 ° în raport cu ecliptica.